# Dvärgblomsterpickare
Dvärgblomsterpickare (Dicaeum pygmaeum) är en fågel i familjen blomsterpickare inom ordningen tättingar.

## Utseende och läte
Dvärgblomsterpickaren är som namnet avslöjar en mycket liten fågel. Den har jämnlång tunn näbb som är något nedåtböjd. Den är grå på sidorna, vitaktig från strupe till buk och gulaktig på övergump och vingpennornas kanter. Hanen har något glansig svartaktig ovansida, medan honan har olivgrön rygg och gråaktig huvud. Bland lätena hörs "tuk!" återgivet regelbundet, ibland uppblandat med ljust pipiga "tsii!".

## Utbredning och systematik
Dvärgblomsterpickare delas in i fem underarter med följande utbredning:
- Dicaeum pygmaeum fugaense – förekommer på Fuga Island (norra Filippinerna utanför norra Luzon)
- Dicaeum pygmaeum salomonseni – förekommer i norra Filippinerna (Ilocos Norte-provinsen på nordligaste Luzon)
- Dicaeum pygmaeum pygmaeum – förekommer på centrala och södra Luzon samt de centrala filippinska öarna
- Dicaeum pygmaeum davao – förekommer i södra Filippinerna (Mindanao och Camiguin)
- Dicaeum pygmaeum palawanorum – förekommer i södra Filippinerna (Balabac, Culion, Calauit och Palawan)

## Status och hot
Arten har ett stort utbredningsområde, men tros minska i antal, dock inte tillräckligt kraftigt för att den ska betraktas som hotad. Internationella naturvårdsunionen IUCN listar därför arten som livskraftig (LC).